# Tomaszewo (powiat lipnowski)
Tomaszewo – wieś w Polsce położona w województwie kujawsko-pomorskim, w powiecie lipnowskim, w gminie Lipno.

## Podział administracyjny
W latach 1975–1998 miejscowość należała administracyjnie do województwa włocławskiego.

## Demografia
Według Narodowego Spisu Powszechnego (III 2011 r.) wieś liczyła 145 mieszkańców. Jest 32. co do wielkości miejscowością gminy Lipno.